# Le Journaliste
Pour plus de détails, voir Fiche technique et Distribution.
Le Journaliste (Журналист, Zhurnalist) est un mélodrame soviétique sorti en 1967 et réalisé par Sergueï Guerassimov.

## Fiche technique
Sauf indication contraire, les informations mentionnées dans cette section peuvent être confirmées par la base de données cinématographiques IMDb,  présente dans la section « Liens externes ».
- Titre : Le Journaliste[1]
- Titre original : Журналист (Zhurnalist)
- Réalisateur : Sergueï Guerassimov
- Scénario : Sergueï Guerassimov
- Photographie : Vladimir Rapoport (ru)
- Décors : Piotr Galadjev (ru)
- Musique : Pavel Tchekalov
- Société de production : Gorki Film Studio
- Pays de production :  Union soviétique
- Langue de tournage : russe
- Format : Noir et blanc - son mono - 35 mm
- Genre : Film romantique, Film dramatique
- Durée : 226 minutes (3h46)
- Date de sortie :	
  - Union soviétique : juillet 1967 (Festival international du film de Moscou 1967) ; 23 septembre 1967 (en salles[1])
  - Hongrie : 2 mai 1968

## Distribution
- Youri Vassiliev (ru) : Youri Alabiev, le journaliste
- Galina Polskikh : Choura Okaemova, l'ouvrière
- Nadejda Fedosova (ru) : Varvara Vasilievna Anikina
- Sergueï Nikonenko : Aleksander Vasilievitch Reoutov, le rédacteur en chef du journal
- Ivan Lapikov : Poustovoïtov
- Vassili Choukchine : Evgueni Sergueïevitch Korpatchev
- Valentina Telitchkina : Valia Korolkova
- Lioussiena Ovtchinnikova (ru) : Tamara, l'amie de Choura
- Janna Bolotova : Nina
- Ekaterina Vassilieva : Collaboratrice du service courrier
- Svetlana Balatchova (ru) : Vera, la fille de Poustovoïtov
- Tamara Makarova : Panina
- Annie Girardot (apparition)
- Mireille Mathieu (apparition)